# Пинеро, Артур Уинг
Сэр Артур Уинг Пинеро (1855—1934) — английский драматург.
С 1874 по 1884 год играл в театрах Эдинбурга и Лондона. В 1909 году получил титул «сэра».

## Пьесы
- «Двести фунтов годового дохода» (1877; Театр «Глобус», Лондон)
- 1879 — «Бегство Дейзи»
- 1880 — «Прибыльное дело»
- 1881 — «Землевладелец» (The Squire)
- «Судья» (1885, Театр «Корт»)
- «Беспутный» (1889, Театр «Гаррик»)
- «Денди Дик» (Dandy Dick, 1887)
- «Амазонки» (The Amazons, 1893)
- «Вторая миссис Тэнкерей» (1893, Театр «Сент-Джеймс»)
- «Знаменитая миссис Эббсмит» (1895, Театр «Гаррик»)
- «Айрис» (Iris, 1901)
- «На полпути» (Mid-Channel, 1909)

## Постановки в России
- 1899 — «Вторая жена» («Вторая миссис Тэнкерей»; Михайловский театр, Петербург; в роли миссис Паулы — Мария Савина)
- 1909 — «Лорд Квекс» (Суворинский театр; Квекс — Василий Далматов)
- 1912 — «На полпути» (Малый театр; Блондель — Южин, Зоя — Лешковская)
- 1914 — «На полпути» (Александринский театр; реж. В. Э. Мейерхольд; Зоя — Рощина-Инсарова)
- 1944 — «Опасный возраст» («Приключение в участке»; Тбилисский театр им. А. С. Грибоедова)